# 設備
設備（せつび）とは、建築物や車両・船舶などに備え付けられた機器の事、ないしその機器を設置（置いて取り付ける）するものをさす。

## 概要
設備は、人が内部に入って利用する建物（施設など）や乗物などに取り付けられている機器類であるが、主にそれら施設や乗物の機能そのものというよりも、主要な機能とは別に取り付けられているもの全般を指す。簡単には取り外せないよう接着ないしねじ止めなどで固定されているが、故障などの際には部分的（部品）に交換したり修理したりできるようになっている場合がほとんどである。
簡単に移動できない家具などもこの設備の一部に含まれる場合もあるが、大抵は移動できないようになっており、必要に応じて他の機能に接続されている場合もある。
これらはその建物や乗物の利便性・快適さを向上させるものであるが、主となる機能とは別であることから、特に無くても必要最低限の機能は残る訳だが、それでは建物や乗物としての利便性が極めて限定的なものとなるため、大抵はある程度の設備が整った状態が、それら建物や乗物の標準的な状態となる。また主機能とは別となるため、オプションないし付加価値のような形で、利用者の好みに合わせ選択され設置される場合もある。
目的にも応じて設備には様々な系統があり、以下に挙げるような細分化された分野がある。その分野に属する設備は共通化されたユニット（機能単位）として製品化されて用意されている場合も多く、このユニットの組換えで目的に添った機能の追加が可能である。
例えば輸送用のコンテナという箱の内装を多少整え照明・空調設備やカラオケセットとソファーなど家具を設置して電力を接続すれば、それはカラオケボックスに姿を変えるし、それとは別にトイレ付きユニットバスと給湯器・簡単な調理用の設備・照明・エアコンをいれて内装を整え、生活に必要なベッドや机・椅子などを設置し上下水道を接続してガス・電力を供給すれば（多少狭いし換気扇や窓も欲しいかもしれないが）一応の生活空間（仮設住宅など）にもなる。

## いろいろな設備
以下に設備の例を挙げる。

### 衛生設備
詳しくは衛生#建築衛生,Category:衛生設備参照。 
- 洗面台
- シャワー
- 風呂桶
- 便器

#### 給水設備
詳しくは給水設備参照。「給排水設備」「給排水衛生設備」というようにまとめて表現されることがある。
- 受水槽
- 給水ポンプ

#### 排水設備
詳しくは排水設備参照。 
- 排水トラップ
- 排水管
- 通気設備
- 排水ポンプ

### 厨房設備
詳しくは厨房設備参照。
- 流し台
- コンロ
- レンジフード
- 電子レンジ
- 冷蔵庫／冷凍庫（船舶の場合は冷蔵室／冷凍室）
- 回転がま
- 大型炊飯器
- フライヤー
- グリストラップ

### 熱源設備・エネルギー設備
詳しくは熱源設備参照。
- 冷凍機 （ヒートポンプ）
- ガスヒートポンプ
- ボイラー
- 発電設備
- コジェネレーション
- 冷却塔

### 電気設備
詳しくは電気設備参照。「電設」と略すこともあり、電設に使う資材を「電材」と呼称する。 
- 電気工作物
- 発電設備
- 電線路
- 受電設備
- 変電設備
- 電灯設備
- 動力設備
- その他
  - 非常用発電機
  - 航空障害灯
  - 深夜電力機器（深夜電気温水器、エコアイス、エコキュート）

### 通信設備
- LAN
- 内線交換機
- 館内放送設備
- 電波障害防止設備
- アンテナ

### 空気調和設備
詳しくは空気調和設備参照。 
- 送風機
- エア・コンディショナー

### 搬送設備
- エレベーター
- エスカレーター
- ゴンドラ
- ダムウェーター
- ベルトコンベア

### 消防用設備・防災設備
詳しくは消防用設備、防災参照。
- 消火栓
- 火災報知器
- 非常警報設備
- 誘導灯
- 避雷設備
- 避雷針
- 非常扉
- 非常シャッター
- スプリンクラー設備

### 警備・防犯・監視設備
- 機械警備装置
- 監視カメラ
- 中央監視装置